# Macracantha arcuata
Espèce
Synonymes
- Aranea arcuata Fabricius, 1793
- Epeira curvicauda Vauthier, 1824
- Gasteracantha beccarii Hasselt, 1882 nec Thorell, 1877
- Gasteracantha fabricii Simon, 1899

Macracantha arcuata, parfois appelée araignée à cornes de Thaïlande est une espèce d'araignées aranéomorphes de la famille des Araneidae.

## Distribution
Cette espèce se rencontre en Asie du Sud-Est, en Asie du Sud et en Chine au Yunnan,,.

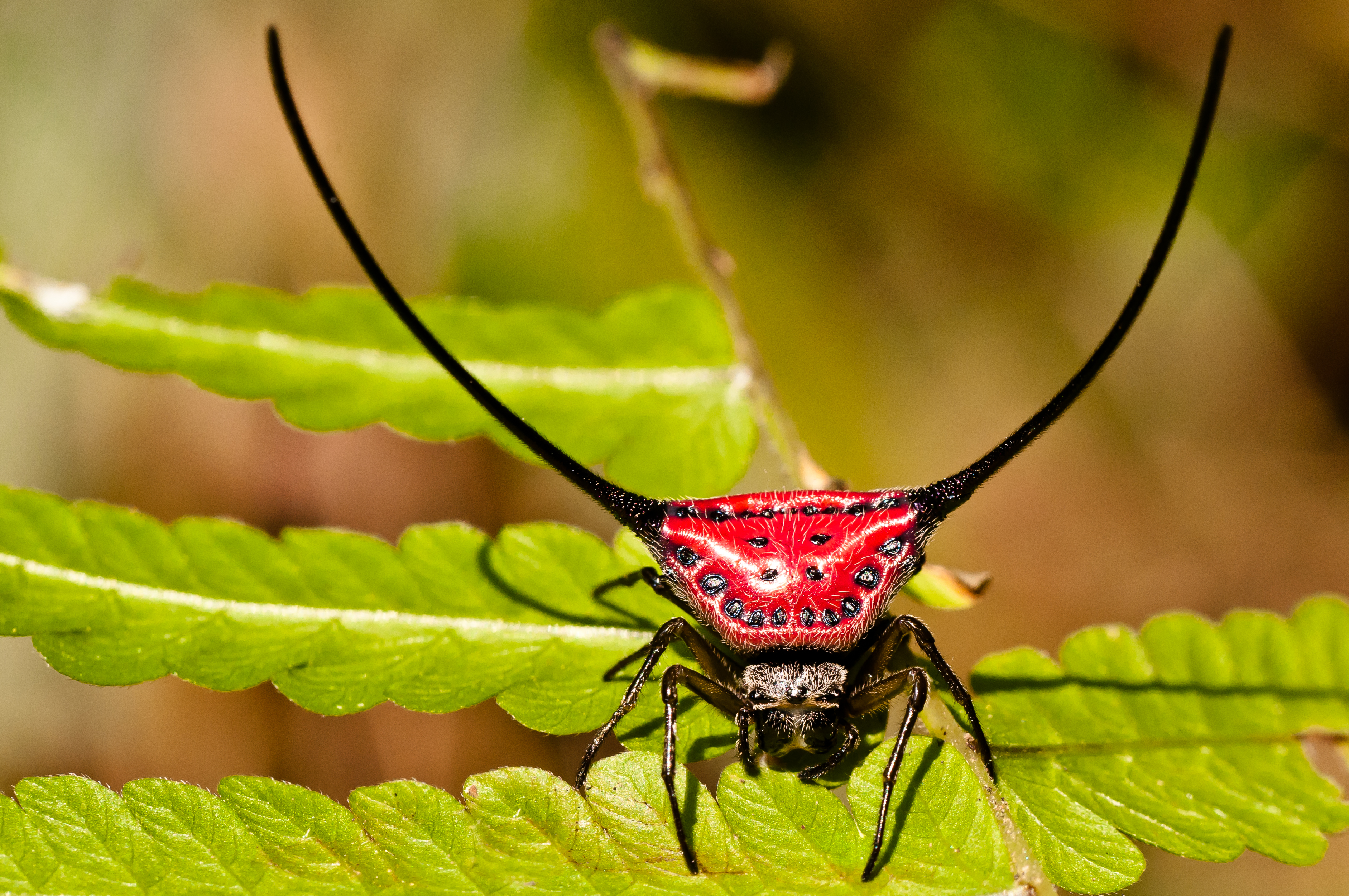
Macracantha arcuata dans le parc national de Kaeng Krachan, Thaïlande. Février 2013.

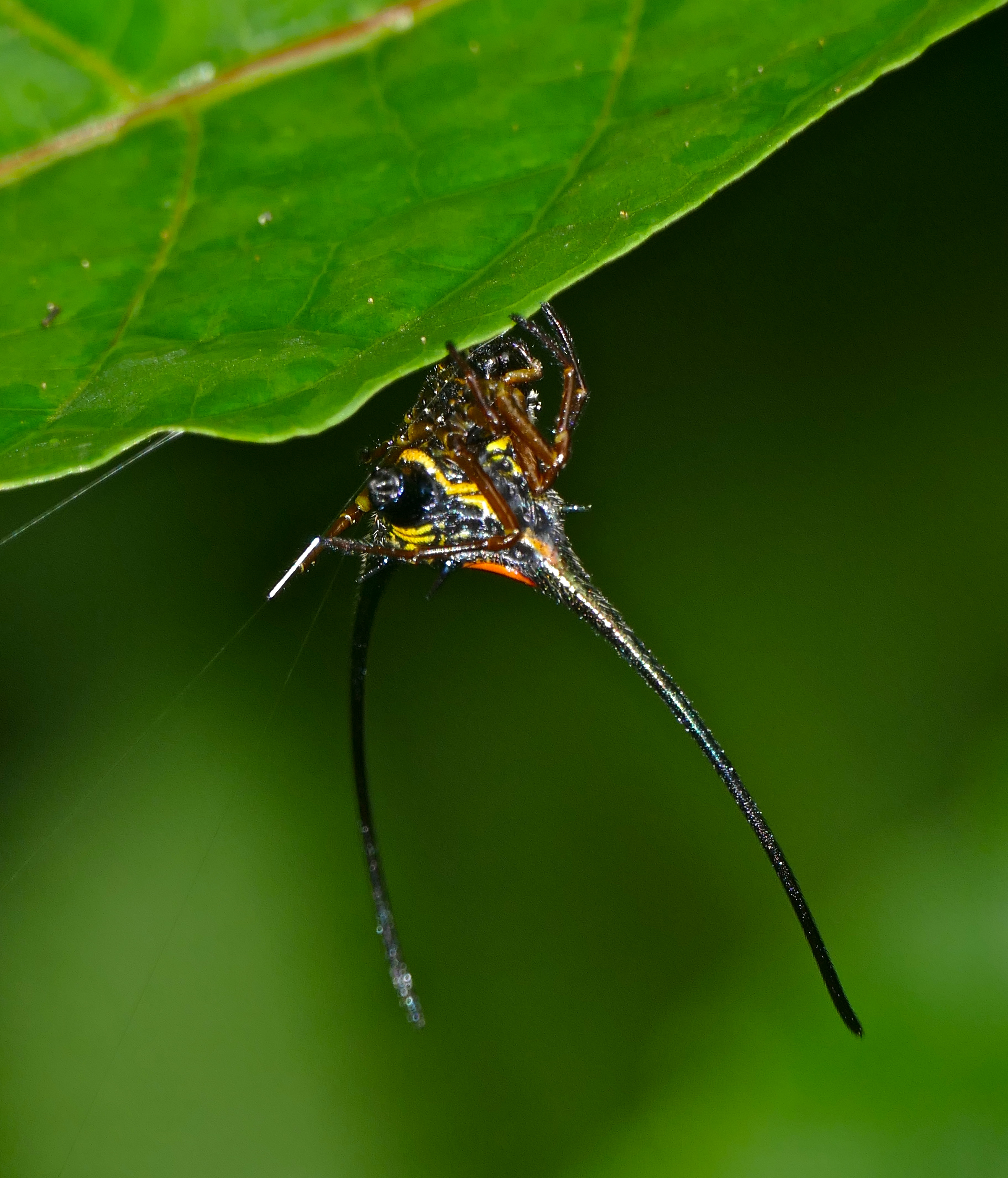
Macracantha arcuata du Sarawak

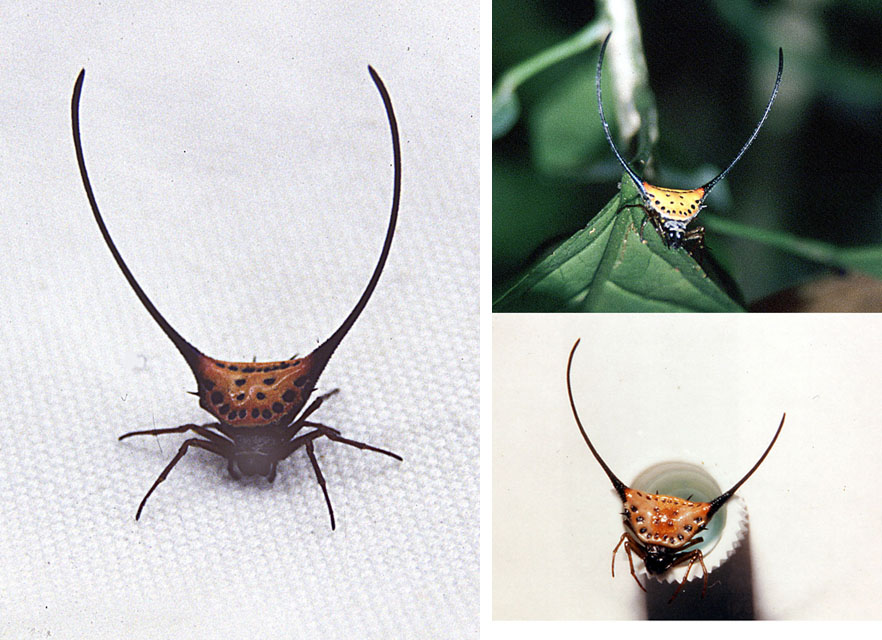
Macracantha arcuata de Sumatra

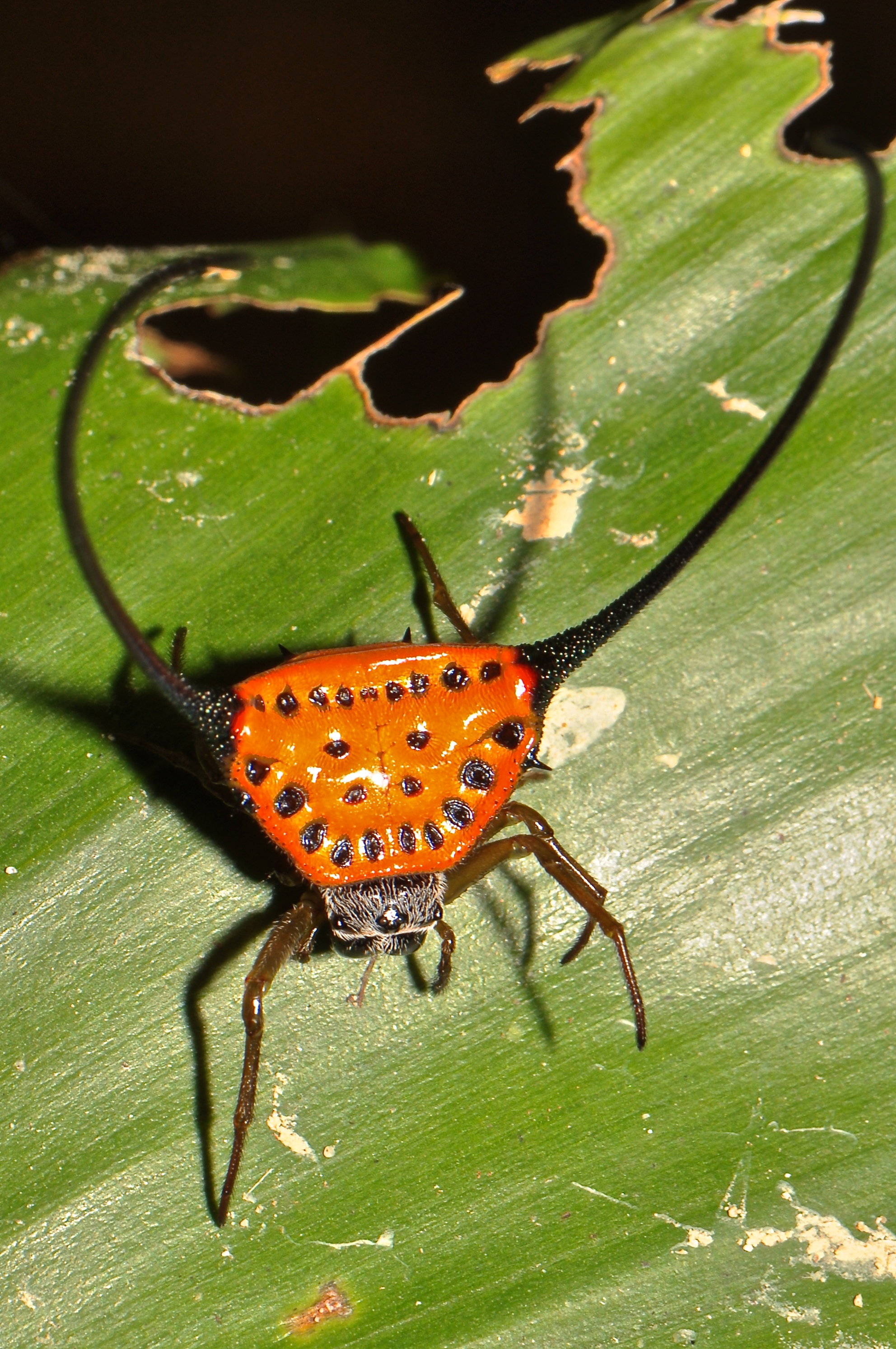
Macracantha arcuata dans le parc national de Khao Sok, Thaïlande

## Systématique et taxinomie
Cette espèce a été décrite sous le protonyme Aranea arcuata par Fabricius en 1793. Elle est placée dans le genre Gasteracantha par C. L. Koch en 1837, dans le genre Plectana par Walckenaer en 1841, dans le genre Actinacantha par Simon en 1886, dans le genre Gasteracantha par Simon en 1903 puis dans le genre Macracantha par Tan, Chan, Ong et Yong en 2019.

## Publication originale
- Fabricius, 1793 : Entomologiae systematica emendata et aucta, secundum classes, ordines, genera, species adjectis synonimis, locis, observationibus, descriptionibus. Hafniae, vol. 2, p. 407-428.